# Dekanat Jeleśnia
Dekanat Jeleśnia – jeden z 23 dekanatów katolickich wchodzących w skład diecezji bielsko-żywieckiej, w którego skład wchodzi 11 parafii.

## Przełożeni
- Dziekan: ks. Jan Jakubek
- Wicedziekan: ks. Krzysztof Kozieł
- Ojciec duchowny: o. Aleksander Koza OP[1]
- Duszpasterz Służby Liturgicznej: ks. Piotr Wróbel
- Dekanalny Wizytator Katechizacji: o. Krzysztof Ruszel OP
- Dekanalny Duszpasterz Rodzin: ks. Jan Jakubek
- Dekanalny Duszpasterz Młodzieży: ks. Piotr Susfał

## Parafie
- Jeleśnia: Parafia Świętego Wojciecha
- Korbielów: Parafia NMP Królowej Aniołów (oo. dominikanie)
- Koszarawa: Parafia Świętego Karola Boromeusza
- Koszarawa Bystra: Parafia Stygmatów Świętego Franciszka z Asyżu (oo. franciszkanie)
- Krzyżowa: Parafia Niepokalanego Serca NMP
- Pewel Mała: Parafia Najświętszego Serca Pana Jezusa
- Pewel Ślemieńska: Parafia NMP Królowej Polski
- Pewel Wielka: Parafia Świętego Maksymiliana Kolbego
- Przyborów: Parafia Świętej Jadwigi Królowej
- Sopotnia Mała: Parafia Świętego Jana Chrzciciela
- Sopotnia Wielka: Parafia Matki Bożej Nieustającej Pomocy